# Mikołaj Białt
Mikołaj Białt (Biołt) (zm. przed 6 października 1659 roku) – łowczy czernihowski w latach 1649–1659, porucznik wojska koronnego, deputat województwa czernihowskiego na Trybunał Główny Koronny w 1636/1637 roku.